# Eusko Alderdi Sozialista
Eusko Alderdi Sozialista (Partido Socialista Vasco) (EAS) fue un partido político surgido en el País Vasco en noviembre de 1974 con el fin de dar apoyo político a la banda terrorista ETA (m), en base al planteamiento de que la lucha armada debía separarse de la lucha de masas, en oposición al criterio de ETA (pm). EAS aspiraba a formar un Estado vasco independiente, socialista y euskaldún que comprendiera los territorios españoles del País Vasco y Navarra y el denominado País Vasco francés. En noviembre de 1975 se unió al partido francés Herriko Alderdi Sozialista para fundar Euskal Herriko Alderdi Sozialista, primer partido nacionalista vasco a ambos lados de los Pirineos, y que en 1977 se integraría en HASI, uno de los partidos fundadores de la coalición Herri Batasuna.